# Mont-rejau (Gers)
Montrejau deu Gèrs (en francès Montréal-du-Gers) és un municipi francès situat al departament del Gers i a la regió d'Occitània.

## Demografia
| 1962                                       | 1968  | 1975  | 1982  | 1990  | 1999  | 2006  |
| ------------------------------------------ | ----- | ----- | ----- | ----- | ----- | ----- |
| 1.893                                      | 1.714 | 1.493 | 1.326 | 1.221 | 1.238 | 1.263 |
| Des de 1962: població sense dobles comptes |       |       |       |       |       |       |

## Administració
| Període   | Identitat      | Partit |
| --------- | -------------- | ------ |
| 1946-1974 | Henri Magen    |        |
| 1974-1983 | Guy Champ      |        |
| 1983-1989 | André Duffau   |        |
| 1989-     | Gérard Bezerra | UMP    |

## Agermanaments
- Wittisheim